# Pomeranian
Pomeranianul este o rasă de câini spitz, originară din Pomerania. Ei trăiesc în jur de 12–14 ani. Culorile cele mai întâlnite la pomeranieni sunt roșcat și alb. Pomeranienii sunt niște câini de talie mică.

## Legături externe
- Pomeranian pe Curlie